# Зелене пекло (фільм)
«Зелене пекло» (англ. The Green Inferno) — американський фільм-хорор, знятий Елаєм Ротом. Світова прем'єра стрічки відбулась 8 вересня 2013 року на Міжнародному кінофестивалі в Торонто.

## У ролях
- Лоренца Іззо — Джастін
- Аріель Леві — Алехандро
- Аарон Барнс — Джона
- Кірбі Блісс Блентон — Емі

## Визнання
| Нагороди та номінації фільму «Зелене пекло» | Нагороди та номінації фільму «Зелене пекло» | Нагороди та номінації фільму «Зелене пекло» | Нагороди та номінації фільму «Зелене пекло» | Нагороди та номінації фільму «Зелене пекло» | Нагороди та номінації фільму «Зелене пекло» |
| Рік                                         | Нагорода                                    | Категорія                                   | Номінант                                    | Результат                                   |                                             |
| ------------------------------------------- | ------------------------------------------- | ------------------------------------------- | ------------------------------------------- | ------------------------------------------- | ------------------------------------------- |
| 2013                                        | Британська хорор-кінопремія BloodGuts       | Найстрашнійший фільм                        | «Зелене пекло»                              | Номінація                                   |                                             |
| 2013                                        | Британська хорор-кінопремія BloodGuts       | Найкраща жіноча роль                        | Лоренца Іззо                                | Номінація                                   |                                             |
| 2013                                        | Британська хорор-кінопремія BloodGuts       | Найкращий монтаж                            | Ернесто Діас Еспіноса                       | Номінація                                   |                                             |
| 2014                                        | Едінбурзький міжнародний кінофестиваль      | Приз глядацької аудиторії                   | «Зелене пекло»                              | Номінація                                   |                                             |
| 2014                                        | Сіджаський міжнародний кінофестиваль        | Найкращий фільм                             | «Зелене пекло»                              | Номінація                                   |                                             |